# Quivolgo International Airport
Quivolgo International Airport är en flygplats i Chile.   Den ligger i provinsen Provincia de Talca och regionen Región del Maule, i den södra delen av landet, 260 km sydväst om huvudstaden Santiago de Chile. Quivolgo International Airport ligger 12 meter över havet.
Terrängen runt Quivolgo International Airport är kuperad åt sydost, men norrut är den platt. Havet är nära Quivolgo International Airport åt nordväst. Närmaste större samhälle är Constitución, 3,2 km sydväst om Quivolgo International Airport.
I omgivningarna runt Quivolgo International Airport växer i huvudsak städsegrön lövskog. Runt Quivolgo International Airport är det ganska glesbefolkat, med 47 invånare per kvadratkilometer.